# 후쿠다 다카유키
후쿠다 다카유키(1981년~)(일본어: 福田 孝行)는 1999년 4월 14일에 만 18세 1개월의 나이로, 일본 히카리시의 주택에 침입해 만 23세의 주부와 그녀의 11개월 된 딸을 살해한 일본의 사형수이다.

## 살인 사건
1999년 4월 14일 후쿠다는 히카리에 소재한 주택에 배수구 검사를 하러 왔다고 가장하여 침입하였다. 후쿠다는 침입한 집안에 있던 주부(당시 23세)를 성폭행하려다가 피해자가 강하게 저항하자 목 졸라 살해하고, 그 시신을 겁탈했다. 그 과정에서 피해자의 딸(당시 11개월)이 놀라 울기 시작하자 울음소리로 인해 범죄가 탄로날 것을 우려한 후쿠다는 여아를 집어들어 바닥에 내던진 후 노끈으로 목졸라 살해하였다. 이후, 후쿠다는 두 모녀의 시신을 벽장에 숨기고 벽장에 있던 지갑을 훔쳐 달아났다. 그 후 지갑에 있던 돈으로 오락실을 전전하였다.
후쿠다는 사건으로부터 4일 뒤인 4월 18일 체포되었다.

## 사건의 재판
2000년 3월 22일, 1심인 야마구치 지방재판소는 후쿠다의 죄질이 나쁘나, 불우한 가정환경을 가진 미성년자이고 반성하는 빛이 있다는 이유로 무기징역을 선고했다. 이에 대해 피살자의 남편인 모토무라 히로시(本村洋)는 법정에서
司法に絶望した。早く被告を社会に出してほしい。私がこの手で殺す。
(사법에 절망했다. 빨리 석방해 달라. 내가 직접 죽이겠다)

고 발언하여 큰 파장을 일으켰고, 사형을 구형했던 검찰은 항소했다.
히로시마 고등재판소에서 열린 항소심에서의 쟁점은 옥중의 후쿠다가 지인에게 보낸 편지의 내용이었다. 해당 편지에서 후쿠다는 유족인 모토무라를 비방하였고, 검찰은 이를 근거로 후쿠다가 조금도 반성하고 있지 않다고 주장했다. 한편으로 후쿠다의 변호인은 후쿠다의 정서 불안정을 이유로 후쿠다의 교화 가능성을 주장했다. 2002년 3월 14일에 히로시마 고등재판소는 무기징역을 선고한 1심 판결을 유지했고, 검찰은 이에 상고하였다.
2006년 6월 20일, 최고재판소는 검찰 측의 상고를 받아들여 2심 판결을 파기하고 사건을 히로시마 고등재판소로 되돌려 보냈다. 2008년 4월 22일에 히로시마 고등재판소는 사형을 판결했고, 후쿠다의 변호인단은 상고했으나 2012년 2월 20일 최고재판소가 상고를 기각하여 사형 판결이 확정되어 집행대기중이다

## 실명 보도
소년법 등 일본의 법률에 따라 소년범인 후쿠다의 실명(實名)은 보도되지 않았다. 그러나 2000년 3월 28일 주간 신초(週刊新潮, ja)가 유족인 모토무라가 쓴 수기를 게재하면서 후쿠다의 사진과 실명을 게재하여 파장이 일었다. 도쿄 법무국(ja)은 이에 대해 소년범의 인권 침해이므로 신초 측이 사과할 것을 요구했다.
이에 대해 모토무라는 기자 회견을 열고, 이것이 어떻게 인권의 침해가 되냐고 반박하였다. 그러면서 여러 언론 매체에서 본 사건에 대한 기사를 게재하기 위해 자기를 접촉해 왔지만, 그 중 후쿠다의 사진과 실명을 공개한다는 조건을 받아들인 곳은 신초 한 곳 뿐이었다고 밝히며 따라서 책임은 신초가 아닌 자신에게 있다고 주장했다.
한편 2009년 10월 7일에 후쿠다의 본명을 제목에 명기한 《福田君を殺して何になる》라는 책이 발간되었다. 후쿠다의 변호인은 히로시마 지방재판소에 이 책의 출판을 중지해 달라는 가처분 신청을 냈지만 기각되었다.,

## 같이 보기
- 소년범

## 관련 서적
- 天国からのラブレター(모토무라 히로시/모토무라 야요이 공저, 신초, ISBN 4-10-130551-X, 2006-12)
- なぜ君は絶望と闘えたのか―本村洋の3300日―(가도타 류쇼, 신초, ISBN 978-4-10-460502-6, 2008-10)
- 罪と罰(모토무라 히로시/미야자키 데쓰야/후지이 세이지 공저, 이스트프레스, ISBN 4-7816-0020-4, 2009-04)
- 福田君を殺して何になる(마스다 미치코, 인시덴츠, ISBN 4-903538-03-6, 2009-10)